# سكوت دبليو. لوكاس
سكوت دبليو. لوكاس (بالإنجليزية: Scott W. Lucas)‏ هو لاعب كرة قاعدة ومحامي وسياسي أمريكي، ولد في 19 فبراير 1892 في تشاندلرفيل في الولايات المتحدة، وتوفي في 22 فبراير 1968 في روكي ماونت في الولايات المتحدة. حزبياً، نشط في الحزب الديمقراطي.

## مناصب
- انتخب رئيس مجلس الإدارة Illinois Department of Revenue [الإنجليزية]‏ (1933 – 1935).
- انتخب المدعي العام للدولة عن دائرة مقاطعة ماسون (1920 – 1925).
- انتخب عضو مجلس النواب الأمريكي عن دائرة دائرة إلينوي الانتخابية المجلسية العشرون [الإنجليزية]‏ (3 يناير 1935 – 3 يناير 1939).
- انتخب عضو مجلس الشيوخ الأمريكي (3 يناير 1939 – 3 يناير 1951).